# Kühgundkopf
Der Kühgundkopf (in Österreichischen Karten: Wannenjoch) ist ein 1907 m ü. NHN (nach österreichischer Vermessung: 1908 m ü. A.) hoher Berg in den Allgäuer Alpen. Die Kühgundspitze (1852 m) ist ein Felskopf mit Kreuz im Nordostgrat des Berges, der ins Tannheimer Tal hinab zieht.

## Lage und Umgebung
Er ist ein Hausberg von Oberjoch und bildet zusammen mit dem Iseler den nördlichen Abschluss des Rauhhorn-Zugs. Sowohl von Oberjoch als auch von Schattwald ziehen Lifte gegen diesen langgestreckten, im Norden leicht felsigen Kamm empor. Im Winter sind dort Skigebiete. Die Schartenhöhe der Kühgundspitze beträgt mindestens 287 Meter, seine Dominanz 1,6 Kilometer, wobei jeweils der Bschießer Referenzberg ist.

## Geologie
Beim Kühgundkopf handelt es sich um einen Hauptdolomit-Gipfel auf einem Sockel aus Lias-Fleckenmergel und Kössener Schichten (d. h. wechsellagernd feinblättrige Mergel mit dunklen, dichten und gut gebankten Kalken).

## Routen zum Gipfel
- Von Oberjoch über hintere Wiedhagalpe (ca. 2,5 Std.)
- Von Hinterstein (866 m) über die Zipfelsalpe (ca. 3 Std.)
- Von Schattwald (1072 m) durchs Stuibental (ca. 2,5 Std.)
- Von der Bergstation der Iselerbahn (Oberjoch) über Iseler und Iselergrat, Gratwanderung deshalb Vorsicht mit Kindern (ca. 1,5 Std.)
- Von der Bergstation der Wannenjochbahn (Schattwald) (ca. 45 min.)

## Bilder

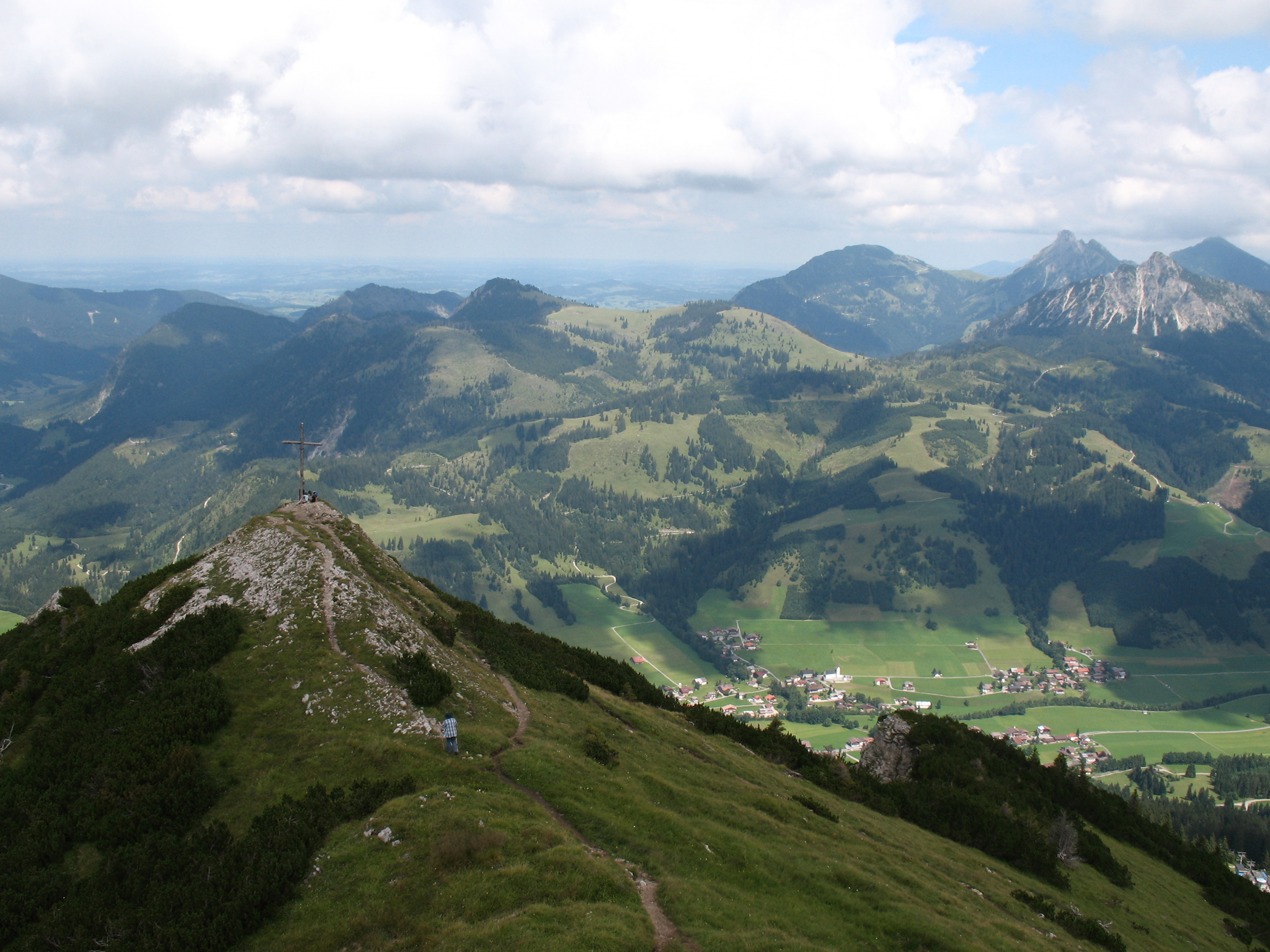
Kühgundspitze
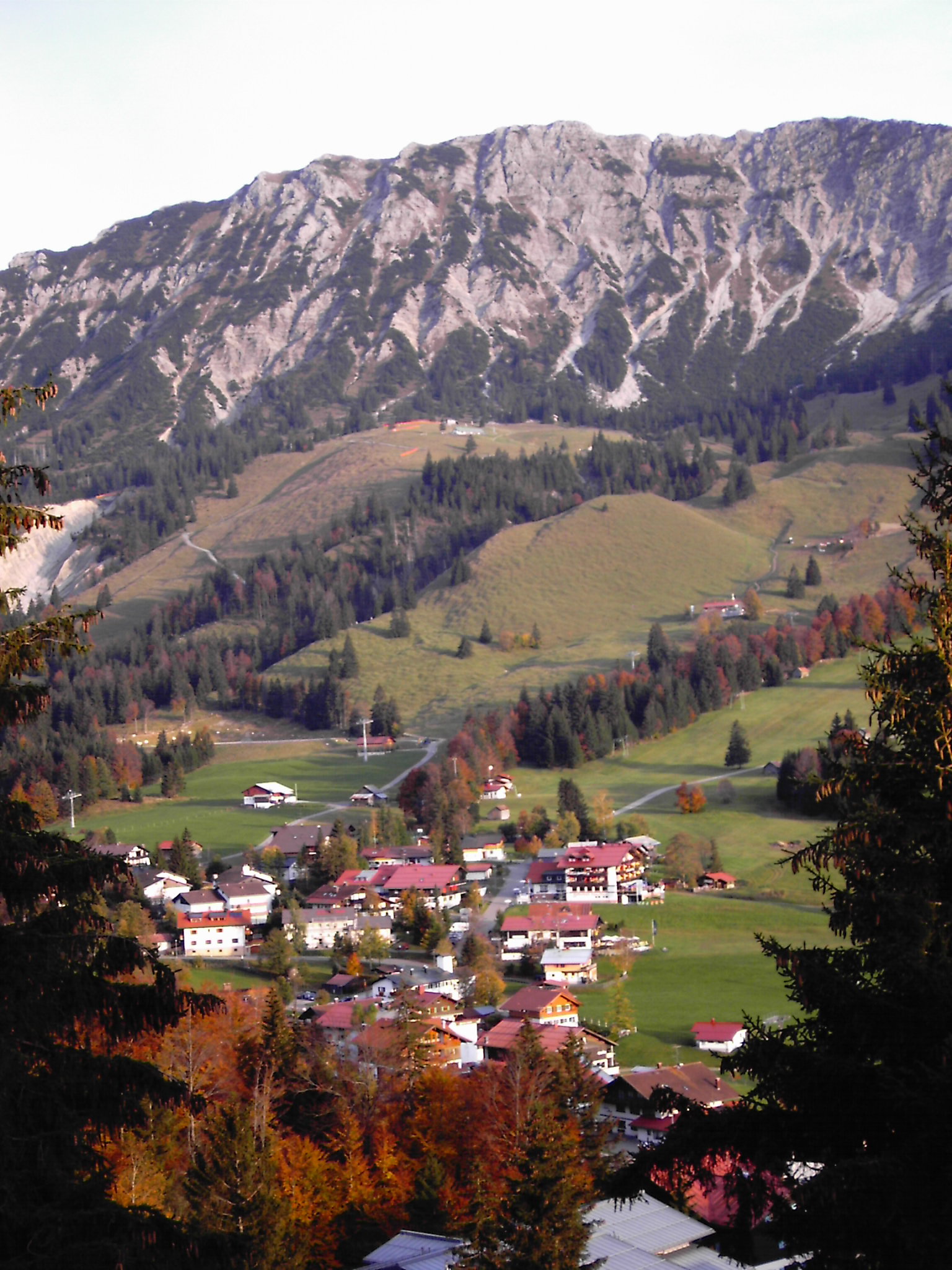
Oberjoch mit Kühgundkopf
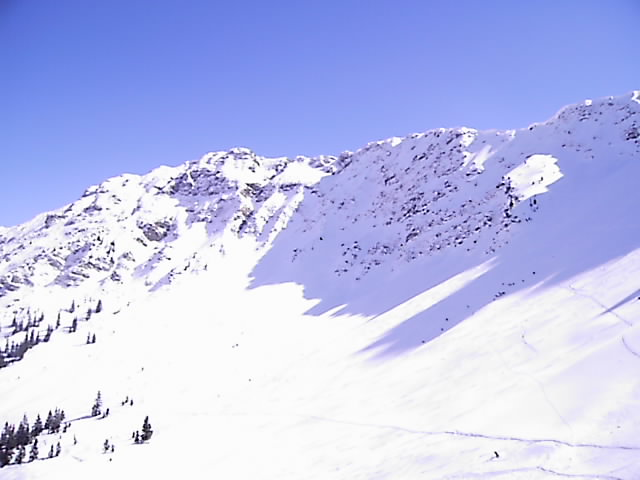
Kühgundkopf über dem Iselerkar
Kematsried-Moos mit Kühgund